# Di-ethylsulfoxide
Di-ethylsulfoxide is een organische zwavelverbinding met als brutoformule C4H10OS. Het behoort tot de sulfoxiden en is verwant met het veelgebruikte dimethylsulfoxide (DMSO).